# 筑紫站

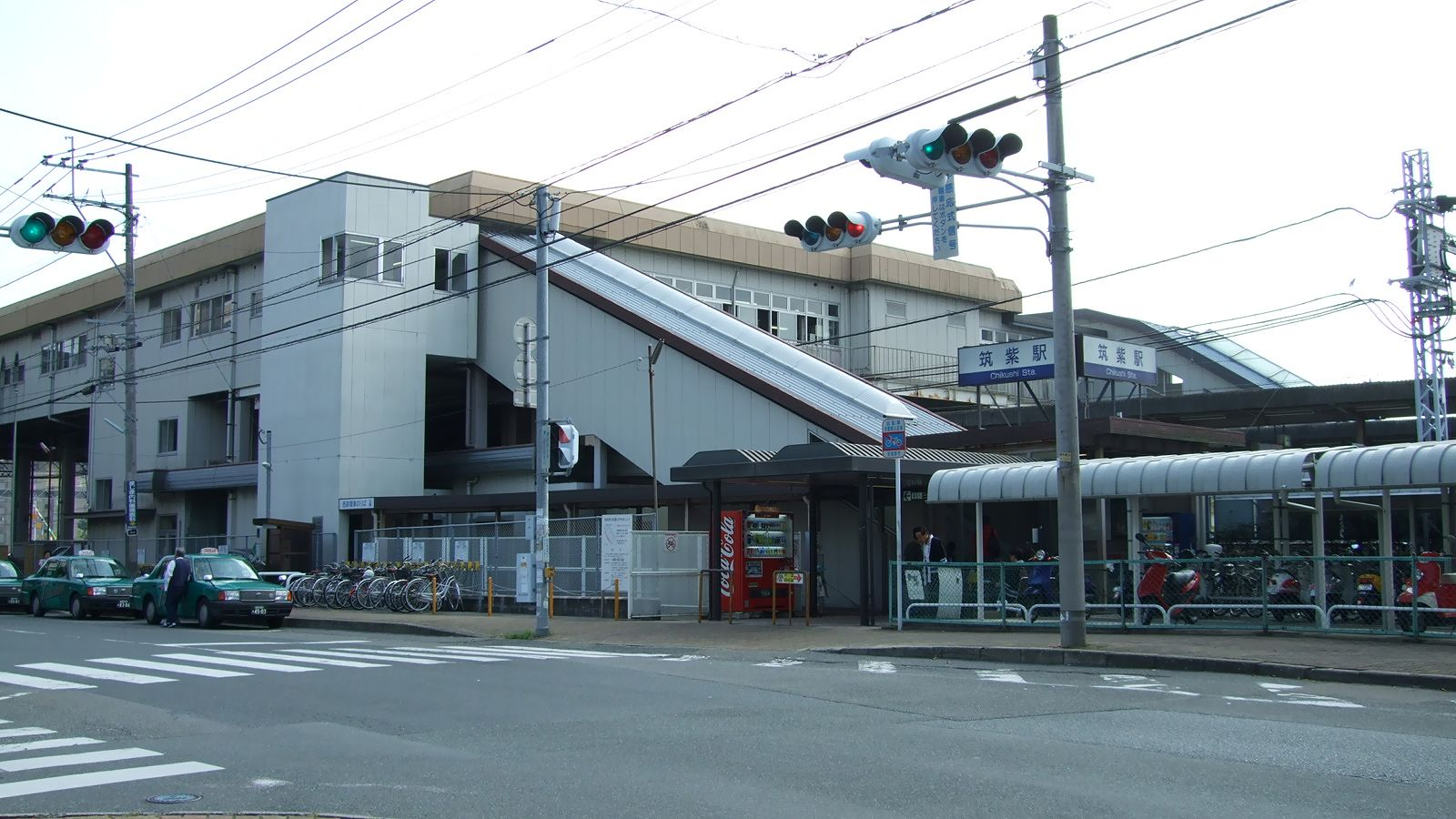
東出口

筑紫站（日语：／ Chikushi eki */?）是位於福岡縣筑紫野市大字筑紫，西日本鐵道（西鐵）的天神大牟田線車站。車站編號為T17。
車站大樓內設有乘務所，部分駕駛普通列車和急行列車的乘務員會在此站交班。

## 歷史

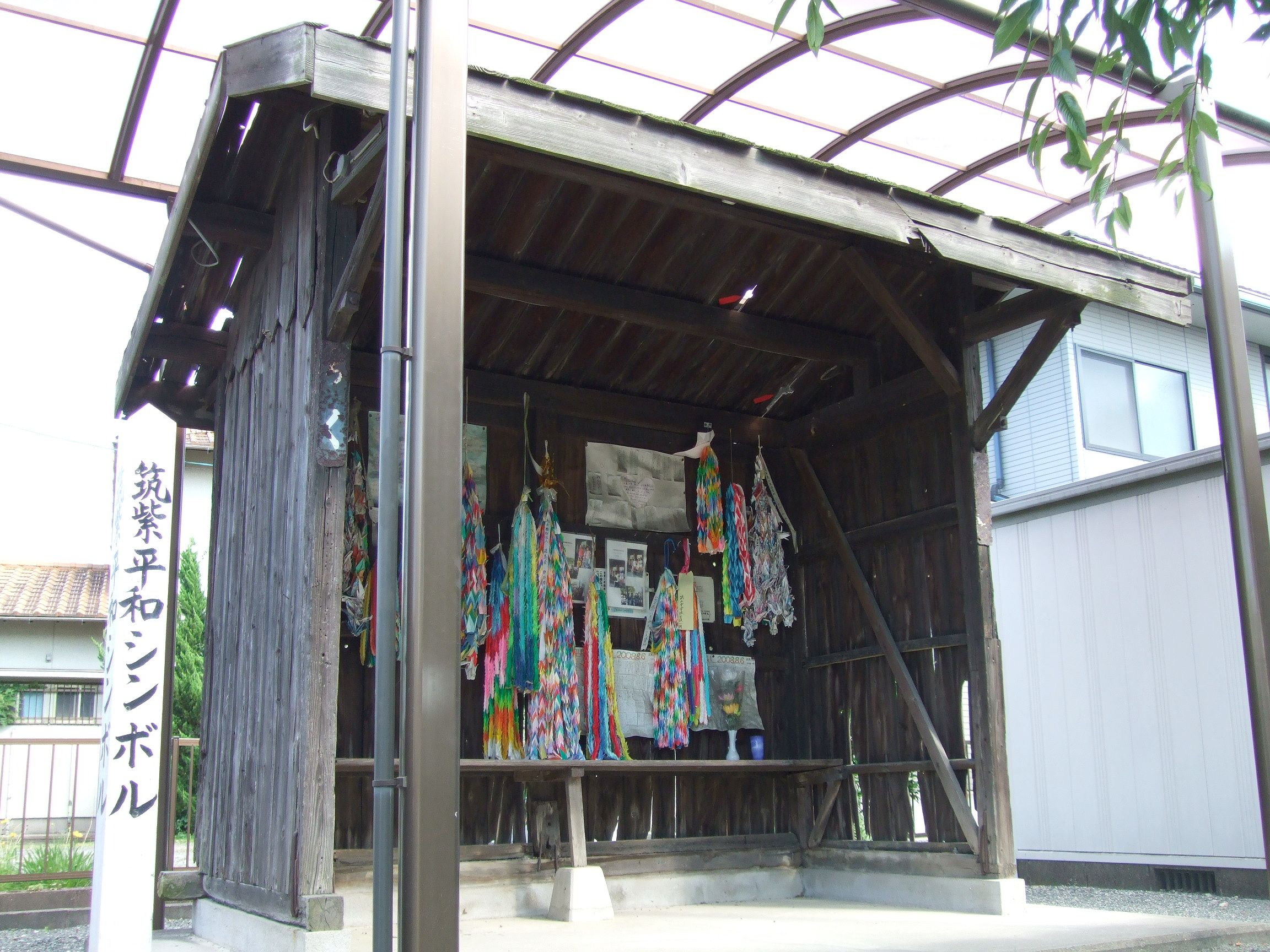
受到機槍掃射的候車室。在車站西出口前，筑紫社區中心旁保存了小屋。在毎年8月8日都會舉行紀念儀式。

- 1924年（大正13年）4月12日 - 車站啟用。
- 1945年（昭和20年）8月8日 - 美軍戰鬥機使用機關槍掃射當時的筑紫站車站大樓，以及行走中的3列列車（筑紫站列車空襲事件（日语：筑紫駅列車空襲事件））。造成64人死，100人以上傷。
- 1948年（昭和23年） -　車站大樓翻新。
- 1981年（昭和56年）9月25日 - 車站遷移至南邊，新車站大樓開始使用。
- 1997年（平成9年）9月27日 - 成為急行停車站。
- 2001年（平成13年）4月1日 - 開設西出口，同時加設無障礙設施。
- 2008年（平成20年）5月18日 - 此站開始可以使用IC卡nimoca。
- 2013年（平成25年）3月 -液晶顯示器式列車資訊裝置開始使用[1]，車站廣播系統更新。
- 2017年（平成29年）2月1日 - 此站引入車站編號[2]。

## 車站構造
車站是一座地面車站，設有2面4線的島式月台。此站設有跨站式站房。閘口和月台有間設有輪椅升降機和樓梯連接。另外，新設的閘口和月台之間設有升降機。

### 月台
| 月台 | 路線          | 上下行 | 方向                     |
| ---- | ------------- | ------ | ------------------------ |
| 1、2 | ■天神大牟田線 | 下行   | 久留米、柳川、大牟田方向 |
| 3、4 | ■天神大牟田線 | 上行   | 二日市、福岡（天神）方向 |

由於車站鄰接筑紫車廠，較多列車從此站出發或成為終點站。在福岡和大牟田兩方向均設有折返專用渡線（若福岡一方需要使用渡線，折返列車會使用4號月台）。
在西鐵天神大牟田線中，此站是非特急停車站中，唯一設有液晶顯示器式列車資訊裝置的車站。

## 使用狀況
在2019年度，1日平均上下車人次為6,821人。
以下為各年度1日平均乘車和上下車人次列表。
| 年度   | 1日平均 乘車人次 | 1日平均 上下車人次 |
| ------ | ---------------- | ------------------ |
| 1996年 | 3,438            | 6,696              |
| 1997年 | 3,375            | 6,608              |
| 1998年 | 3,304            | 6,395              |
| 1999年 | 3,279            | 6,339              |
| 2000年 | 3,195            | 6,151              |
| 2001年 | 3,060            | 5,890              |
| 2002年 | 3,000            | 5,762              |
| 2003年 | 2,902            | 5,585              |
| 2004年 | 2,918            | 5,600              |
| 2005年 | 2,838            | 5,633              |
| 2006年 | 2,863            | 5,704              |
| 2007年 | 2,943            | 5,840              |
| 2008年 | 2,978            | 5,894              |
| 2009年 | 2,981            | 5,906              |
| 2010年 | 3,068            | 6,092              |
| 2011年 | 3,112            | 6,181              |
| 2012年 | 3,044            | 6,048              |
| 2013年 | 3,140            | 6,232              |
| 2014年 | 3,101            | 6,158              |
| 2015年 | 3,205            | 6,377              |
| 2016年 | 3,216            | 6,391              |
| 2017年 | 3,312            | 6,586              |
| 2018年 | 3,389            | 6,743              |
| 2019年 |                  | 6,821              |

## 車站周邊
車站位於筑紫野市南邊。車站附近設有美咲、筑紫站前團地、筑紫丘團地、筑紫台團地等住宅區。此站雖然是急行停車站，但是站前比較幽靜。
- 筑紫野市立筑紫小學（日语：筑紫野市立筑紫小学校）
- 筑紫野市立筑山中學（日语：筑紫野市立筑山中学校）
- 筑紫野市政廳筑紫出張所
- 筑紫野幼稚園
- 筑紫野筑紫丘郵局
- 國道3號
- 福岡常葉高等學校（日语：福岡常葉高等学校）
- 筑紫野市立下見保育所
- MaxValu Express（日语：イオン九州）筑紫站前店
- JR原田站 - 距離約2公里
- 筑紫神社（日语：筑紫神社）
- 五郎山古墳（日语：五郎山古墳）
  - 五郎山古墳館（日语：五郎山古墳館）
- 前畑遺蹟

## 巴士路線
- 筑紫站前（東出口）
  - 西鐵巴士二日市（日语：西鉄バス二日市#原支社）、山家道、浦之下、上西山方向（24號:上西山線）
- 筑紫站西出口
  - 西鐵巴士二日市、JR原田站、美丘、光丘方向（17號:上西山線）
  - 筑紫野市社區巴士「杉菜號」

## 相鄰車站
西日本鐵道
■天神大牟田線
■特急
通過
■急行（下述班次外）
朝倉街道（T15）－筑紫（T17）－三國丘（T19）
■急行（筑紫以南為各站停車班次）
朝倉街道（T15）－筑紫（T17）－津古（T18）
■普通
櫻台（T16）－筑紫（T17）－津古（T18）

## 注腳
1. ↑   (PDF). 西日本鉄道.   [2012-09-10]. （原始内容存档 (PDF)于2012-10-21）.
2. ↑   (PDF). 西日本鐵道. 2017-01-24  [2017年3月20日]. （原始内容存档 (PDF)于2020-07-28） （日语）.
3. ↑  . 西日本鉄道株式会社.   [2021-01-14]. （原始内容存档于2021-01-29） （日语）.
4. ↑  福岡市統計書 （運輸・通信） 私鐵各站上下車人次
5. ↑  2001年版 福岡市統計書 （页面存档备份，存于）（日語） 2021年3月22日參閲。
6. ↑  筑紫野市統計書  第11章 運輸および通信 （页面存档备份，存于）（日語） 私鐵各站上下車人次數目，2021年3月22日參閲

## 外部連結
- 筑紫站（西鐵沿線web） （页面存档备份，存于）（日語）